# Olesja Zikina
Olesja Nikolajevna Zikina (rusko Олеся Николаевна Зыкина), ruska atletinja, * 7. oktober 1980, Kaluga, Sovjetska zveza.
Nastopila je na olimpijskih igrah v letih 2000 in 2004, leta 2004 je osvojila srebrno medaljo v štafeti 4×400 m, leta 2000 pa bronasto. Na svetovnih prvenstvih je v isti disciplini osvojila zlato medaljo leta 2005 ter srebrno leta 2003 in bronasto leta 2001, na svetovnih dvoranskih prvenstvih zlato in srebrno medaljo v teku na 400 m in zlato v štafeti 4x400 m, evropskih prvenstvih naslov prvakinje v teku na 400 m in srebrno medaljo v štafeti 4x400 m leta 2002, na evropskih dvoranskih prvenstvih pa bronasto medaljo v teku na 400 m leta 2007.